# Lasiochila anthracina
Lasiochila anthracina là một loài bọ cánh cứng trong họ Chrysomelidae. Loài này được Yu miêu tả khoa học năm 1985.